# Ben Harper
Benjamin Chase "Ben" Harper (Claremont, Califórnia, 28 de outubro de 1969) é um DJ e músico norte-americano.
Nascido na Califórnia, Ben Harper cresceu a ouvir blues, folk, soul, R&B e reggae. Aprendeu a tocar guitarra ainda criança e montou diversas bandas em sua adolescência, sempre influenciado por nomes como Blues Traveler, Hootie & the Blowfish, Phish e Taj Mahal. Ben é religioso, passando sempre assim, uma mensagem cristã nas suas músicas.
Sua carreira profissional como artista solo começou em 1994 com “Welcome To The Cruel World”. Em seguida foram lançados “Fight For Your Mind” (1995), “The Will To Live” (1997) e “Burn To Shine” (1999).
Uma caixa especial intitulada “CD Box Collection”, contendo os 3 primeiros álbuns de Harper saiu em 2000 e, no ano seguinte, chega o duplo ao vivo “Live From Mars”. O disco foi dividido em um elétrico e outro mais acústico e traz os maiores ‘hits’ do músico como “Excuse Me Mr.”, “Steal My Kisses” e “Pleasure And Pain”.
Seu sexto trabalho chama-se “Diamonds On The Inside” (2003). O álbum é uma mistura de heavy, funk e folk. Ao lado dele estão The Innocent Criminals, formado pelo baixista Juan Nelson, o percussionista Leon Lewis Mobley e o baterista Oliver Charles. Os destaques foram “With My Own Two Hands”, “Everything”, “Amen Omen”, além da própria faixa-título.

## Discografia

### Álbuns de estúdio
- 1994 - Welcome to the Cruel World
- 1995 - Fight for Your Mind
- 1997 - The Will to Live
- 1999 - Burn to Shine
- 2003 - Diamonds on the Inside
- 2004 - There Will Be a Light
- 2006 - Both Sides of the Gun
- 2007 - Lifeline
- 2009 - White Lies for Dark Times
- 2011 - Give Till it's Gone
- 2013 - Get Up!
- 2014 - Childhood Home
- 2016 - Call It What It Is
- 2018 - No Mercy in This Land
- 2020 - Winter Is For Lovers
- 2022 - Bloodline Maintenance

### Ao vivo
- 2001 - Live from Mars
- 2005 - Live at the Apollo
- 2007 - Live at Twist & Shout
- 2010 - Live from the Montreal International Jazz Festival
- 2013 - Live from the Granada Theater

### EPs
- 1996 - Ben Harper Tour EP

## DVDs
- Pleasure and Pain (2002)
- Live at the Hollywood Bowl (2003)
- Live at the Apollo (2005)